# Niezamyśl
Niezamyśl (Trzebicko-Piaski) – przysiółek wsi Trzebicko w Polsce, położony w województwie dolnośląskim, w powiecie milickim, w gminie Cieszków. Wchodzi w skład sołectwa Trzebicko.
W latach 1975–1998 przysiółek administracyjnie należał do województwa wrocławskiego.